# Lucius Junius Macer (consul en 180)
Pour les articles homonymes, voir Macer.
 (janvier 2020).
 (janvier 2020).
 (janvier 2020).
Lucius Junius Macer était un homme politique de l'Empire romain.

## Vie
Il était consul suffect en 180 et légat en Germanie en 185.
Il fut marié avec Neratia Prisca et eut Lucius Neratius Junius Macer, qui avait épousé Fulvia Plautia, fille de Gaius Fulvius Plautianus Hortensianus, executé en 212, frère de Fulvia Plautilla, et de sa femme Aurelia Galla. Son fils fut Lucius Junius Aurelius Neratius Gallus Fulvius Macer (fl. c. 230), tribun militaire, le père de Lucius Junius Neratius Gallus Fulvius Macer.